# Rodolfo Terragno
Rodolfo Héctor Terragno (Buenos Aires, 16 de noviembre de 1943) es un escritor, abogado y político argentino perteneciente al partido Unión Cívica Radical. Durante la dictadura militar de Jorge Rafael Videla, estuvo exiliado en Venezuela y luego vivió y trabajó en Londres, Inglaterra. Tuvo cargos políticos en los gobiernos de Raúl Alfonsín y Fernando de la Rúa.

## Biografía

### Comienzos
Rodolfo Terragno obtuvo su diploma de abogacía en 1967 en la Facultad de Derecho de la Universidad de Buenos Aires, en la que luego sería profesor adjunto del curso de doctorado. 
Estuvo exiliado en Venezuela entre 1976 y 1980, perseguido por su tarea periodística durante la dictadura militar de Jorge Rafael Videla. Allí creó, junto a otros exiliados, del Cono Sur, El Diario de Caracas.
Entre 1980 y 1982 desempeñó actividades de investigación en el Institute of Latin American Studies y en la London School of Economics, ambos en Londres.

### Ministro de Alfonsín (1987-1989)
Convocado por el presidente Raúl Alfonsín, Terragno participó en 1985 del Congreso Pedagógico y fue designado Secretario de Estado en 1987.
Ese mismo año Raúl Alfonsín lo designa Ministro de Obras y Servicios Públicos de la Nación, cargo desde el cual trató de impulsar una política de incorporación de capital privado a las empresas públicas que no logró llevarse a cabo plenamente por la oposición del Partido Justicialista, que tenía mayoría en el Congreso. Durante su gestión se fundó la base que permitió el inicio de la telefonía celular en Argentina. En 1988 se hace la licitación, bajo el gobierno de Raúl Alfonsín, y al año siguiente arranca la prestación del servicio, ya con Menem
Terragno privatizó Austral Líneas Aéreas. En cambio, no logró apoyo parlamentario para convertir a la empresa telefónica Entel - sobre la que tradicionalmente pesaron acusaciones de ineficiencia y corrupción – en una sociedad mixta de mayoría estatal y gestión privada, mediante la entrada de Telefónica de España en su capital. Además suscribió un contrato con la aerolínea escandinava SAS, que se incorporaba con 40% a Aerolíneas Argentinas, pero otra vez el justicialismo frustró la operación. Con posterioridad, durante el gobierno justicialista de Carlos Menem, Entel y Aerolíneas Argentinas fueron totalmente privatizadas.

### Diputado nacional (1993-2001)
Tras culminar el gobierno radical, Terragno, hasta entonces independiente, se afilió a la UCR pero se alejó temporalmente de la actividad pública hasta que en 1993 integra una lista de diputados nacionales, integrada por distintos sectores de la UCR y apoyada por Fernando de la Rúa con la que consigue una banca en el Congreso.
En 1995 se postula como precandidato a  Presidente de la Nación por la UCR y, al no obtener consenso resuelve presentarse para la Presidencia del Comité Nacional de la Unión Cívica Radical, esta vez resultando ganador. Desde allí, impulsa una política de remodernización modernización del partido y de acercamiento con la otra agrupación opositora de centro-izquierda, el Frente País Solidario (FrePaSo).
En 1997 resulta nuevamente electo Diputado Nacional y, debido a este triunfo, lanza su precandidatura presidencial para las elecciones de 1999. Su propuesta de modificar la paridad fija - 1 peso argentino = 1 dólar - que regía en el país le quita apoyo partidario y entonces declina su candidatura en favor de la postulación de Fernando de la Rúa.

### Jefe de Gabinete de De la Rúa (1999-2000)
De la Rúa, al ser electo, lo designa como Jefe de Gabinete de ministros. Terragno permanece en el gobierno de De la Rúa diez meses, debido a su actitud crítica respecto de supuestos sobornos gubernamentales en el Senado, que provoca las renuncias del vicepresidente Carlos "Chacho" Álvarez y del propio Terragno. 

### Senador nacional (2001-2007)
A pesar de su renuncia al gabinete nacional, sostiene su candidatura para las legislativas de 2001, que le permitirían obtener una banca en el Senado, hasta 2007, representando a la Ciudad de Buenos Aires. Además de su actividad política, Terragno ha publicado numerosos libros, y ha sido condecorado con la Ordre National du Mérite de Francia, conferida por el presidente François Mitterrand en 1987, y nombrado Cavaliere di Gran Croce por Italia en diciembre del mismo año, conferida por Giovanni Goria.

### Actualidad
Es académico de número de la Academia Argentina de la Historia, la cual no debe ser confundida con la Academia Nacional de la Historia de la República Argentina. Durante el gobierno de Carlos Menem, ingresó al Instituto Nacional Sanmartiniano.
En el orden internacional, es miembro, desde 2012, junto a Clint Eastwood y Mel Brooks, de la Americana Academy of Arts and Sciences y desde 2010 de la American Philosophical Society. También integra el Foro Hispanoamérica, que reúne a personalidades de la política, el mundo empresario y medios de comunicación de España y Latinoamérica.
Ha sido columnista de las revistas Noticias, Debate, de la red de periódicos de América Latina en Londres, del diario La Opinión y del diario Clarín.
En 2013 participó en la interna de UNEN como  precandidato a senador por la Ciudad Autónoma de Buenos Aires, perdiendo frente a Fernando Pino Solanas.
La Academia Nacional de Periodismo de Argentina le entregó el premio Pluma de Honor en 2015 «a su larga y destacada trayectoria en defensa de las libertades públicas y de pensamiento, tanto desde el periodismo como desde la política».
Entre el 3 de febrero de 2016 y el 10 de diciembre de 2019 fue embajador de Argentina ante la UNESCO.

## Obras publicadas
Historia
- Maitland & San Martín
- Diario Íntimo de San Martín
- Josefa: Biografía de María Josefa Morales de los Ríos, la amiga secreta de San Martín.
- Historia y futuro de las Malvinas
- Falklands/Malvinas
- El peronismo de los 70
- Los 400 Días de Perón

Política y economía
- (1972) Los Dueños del Poder
- (1976) Contratapas
- (1981) Muerte y Resurrección de los Políticos
- (1984) Memorias del Presente
- (1985) La Argentina del siglo XXI
- (1991) Proyecto 95
- (2005) La Simulación
- (2012) Urgente. Llamado al país

En inglés
- The Challenge of Real Development

## Cargos públicos ejercidos
- Senador Nacional por la Ciudad de Buenos Aires (2001-2007).[2][3]
- Vicepresidente de la Comisión de Relaciones Exteriores del Senado (2006).
- Jefe de Gabinete de Ministros del Poder Ejecutivo nacional (1999-2000).
- Diputado nacional (1993-1995; 1997-1999).
- Vicepresidente, Comisión de Presupuesto y Hacienda de la Cámara de Diputados de la Nación (1997-1999).
- Presidente de la UCR (1995-1997) ganándole a Melchor Posse 54 a 46 delegados.
- Ministro de Obras y Servicios Públicos de la Nación (1987-1989).
- Presidente del Directorio de Empresas Públicas (1987).
- Secretario de Gabinete (1987).

## Actividades académicas y profesionales
- American Philosophical Society, Filadelfia, Estados Unidos (2010----)[2][3]
- Académico de número de la Academia Argentina de la Historia (2011----)
- Académico de número del Instituto Nacional Sanmartiniano (2010----).
- Consultor de la Organización de Estados Americanos (OEA), Washington D. C., Estados Unidos (2009)
- London School of Economics, Londres. Investigador (1980-1982).
- Institute of Latin American Studies, Londres. Investigador (1980-1982).
- Facultad de Derecho, Universidad de Buenos Aires. Profesor Adjunto (curso de doctorado, 1973).
- Terragno & Asociados, estudio jurídico. Titular (1967-1976).
- Facultad de Derecho, Universidad de Buenos Aires, Abogado (1967).

## Actividades empresarias
- Editor, Lettres (UK) Ltd., Londres (1982-1987).[2][3]
- Director, Lettres S.A.H., Luxembourg (1982-1986).
- Vicepresidente ejecutivo y editor, El Diario de Caracas C.A., Caracas, Venezuela (1979).
- Vicepresidente, ALA Enterprises Inc., Nueva York, Miami (1982-1987).
- Editor, revista Cuestionario, Buenos Aires (1973-1976).
- Columnista, diario La Opinión, Buenos Aires (1971-1973).
- Editor en jefe, revista Confirmado, Buenos Aires, (1967-1968).
- Presidente, Terragno S.A. de Industrias Químicas (1970-1976).

## Condecoraciones
- Ordre National du Mérite, République Française, 1987.[2][3]
- Cavaliere di Gran Croce, Repubblica Italiana, 1987.[2]
- Medalha Mérito Maua, República Federativa del Brasil.[2]